# Kvarntull
Kvarntull är en svensk historisk kameral term för en avgift till kronan, lagd på den spannmål som fördes till kvarnen för att malas.
Införandet av kvarntullen beviljades av rikets ständer 2 april 1625, sedan den tre år förut beslutade "lilla tullen" och accisen visat sig otillräckliga för rikets ökande penningbehov. Då emellertid någon kontroll inte kunde åstadkommas på hur mycket som maldes i handkvarn i varje hushåll beslöts 1627 att allmogen och prästerskapet för rätt att begagna handkvarn skulle erlägga en årlig avgift för vart hjon över 12 år i brödet och därjämte kvarntull för vad som maldes på odalkvarn, dvs alla vatten- och väderkvarnar som inte låg på frälsejord som användes till att mala mjöl. Denna personella skatt, som kallades femmarkshjälp, blev efter några få år utbytt mot mantalspenningar varefter 1635 även kvarntullen upphörde och inräknades i mantalspenningarna.
1655 återinfördes kvarntullen för de större städerna och utgick i Stockholm, Göteborg och Karlskrona fram till 1810 för att helt upphöra 1815.